# 三氯硅烷
三氯硅烷是一种无机化合物，化学式为SiHCl3，由弗里德里希·维勒和海因里希·布夫于1857年发现。

## 制备
经干燥的硅粉在氯化沸腾炉中与干燥氯化氢气体在340°C下进行反应，生成的粗三氯氢硅经湿法除尘器、列管冷凝器去蒸馏塔分离四氯化硅，再经冷凝，得成品。利用硅铁和HCl的反应也可以得到产物。
{\displaystyle {\rm {\ Si+3HCl\rightarrow SiHCl_{3}+H_{2}}}}

## 性质
无色有刺激腥臭味的液体。遇水分解，溶于二硫化碳、四氯化碳、氯仿、苯等。易燃，在空气中能自燃。有毒！
它可以和烯烃发生加成反应。乙烯的氢硅烷化反应如下：
Cl3Si-H + H2C=CH2 → Cl3Si-CH2-CH3
这一反应通过H2PtCl6、Co2(CO)8、Ni(cod)2、NiCl2(PPh3)2或RhCl(PPh3)3之类的催化剂催化。

## 用途
用作有机硅化合物的原料，也是生产多晶硅的基本原料。它在有机合成中也可以用于将非末端烯烃转化为末端烯烃。